# Хімена Родрігес
Хімена Родрігес (ісп. Ximena Rodríguez; нар. 15 вересня 1976) — колишня колумбійська тенісистка.
Найвищу одиночну позицію світового рейтингу — 515 місце досягла 3 березня 1996, парну — 218 місце — 5 лютого 1996 року.
Здобула 7 парних титулів туру ITF.

## Фінали ITF

### Парний розряд (7-12)
| Турніри $100,000 |
| Турніри $75,000  |
| Турніри $50,000  |
| Турніри $25,000  |
| Турніри $10,000  |

| Результат | Ранг | Дата              | Турнір                                  | Покриття | Партнерка               | Суперниці                            | Рахунок          |
| --------- | ---- | ----------------- | --------------------------------------- | -------- | ----------------------- | ------------------------------------ | ---------------- |
| Перемога  | 1.   | 19 квітня 1993    | Сан-Сальвадор, Сальвадор                | Ґрунт    | Шочітль Ескобедо        | Карміна Хіральдо Сесілія Інкапіе     | 6–2, 2–6, 6–4    |
| Поразка   | 2.   | 3 жовтня 1993     | Ліма, Перу                              | Ґрунт    | Карміна Хіральдо        | Магалі Бенітес Міріам Д'Агостіні     | 4–6, 2–6         |
| Поразка   | 3.   | 10 жовтня 1993    | Ла-Пас, Болівія                         | Ґрунт    | Карміна Хіральдо        | Карла Родрігес Лорена Родрігес       | 5–7, 2–6         |
| Перемога  | 4.   | 27 вересня 1993   | Санто-Домінго, Домініканська Республіка | Ґрунт    | Віраг Чурго             | Марія Долорес Кампана Нурія Ньємес   | 6–4, 6–1         |
| Поразка   | 5.   | 15 листопада 1993 | Сан-Сальвадор, Сальвадор                | Тверде   | Карміна Хіральдо        | Марія Долорес Кампана Джоанн Мур     | 3–6, 4–6         |
| Поразка   | 6.   | 28 березня 1994   | Аліканте, Іспанія                       | Тверде   | Марія-Фарнес Капістрано | Лара Біттер Aafje Evers              | 1–6, 4–6         |
| Поразка   | 7.   | 16 травня 1994    | Тортоса, Іспанія                        | Ґрунт    | Маріана Рандруп         | Каролін Бодар Флоренсія Сіанфагна    | 4–6, 2–6         |
| Поразка   | 8.   | 18 липня 1994     | Мехіко, Мексика                         | Тверде   | Паула Уманья            | Лусіла Бесерра Клаудія Мусіньйо      | 7–5, 4–6, 3–6    |
| Поразка   | 9.   | 29 серпня 1994    | Сан-Сальвадор, Сальвадор                | Тверде   | Марія Долорес Кампана   | Kellie Dorman-Tyrone Philippa Palmer | 2–6, 4–6         |
| Поразка   | 10.  | 24 жовтня 1994    | Negril, Ямайка                          | Тверде   | Елізма Нортьє           | Кім Грант Клер Сешшинс Бейлі         | 2–6, 7–6(6), 3–6 |
| Поразка   | 11.  | 13 лютого 1995    | Богота, Колумбія                        | Ґрунт    | Джоанн Мур              | Марія Хосе Гайдано Андреа Віейра     | 4–6, 6–1, 1–6    |
| Перемога  | 12.  | 27 лютого 1995    | Картахена (Колумбія), Колумбія          | Тверде   | Джоанн Мур              | Каролін Бодар Патрісія Сегала        | 6–1, 6–2         |
| Поразка   | 13.  | 12 червня 1995    | Морелія, Мексика                        | Тверде   | Елізма Нортьє           | Трейсі Гаєте Рената Колбовіч         | 3–6, 5–7         |
| Перемога  | 14.  | 17 липня 1995     | Сантус (Сан-Паулу), Бразилія            | Ґрунт    | Джоелл Шад              | Ванесса Менга Валентіна Соларі       | 5–7, 6–3, 6–1    |
| Поразка   | 15.  | 4 вересня 1995    | Медельїн, Колумбія                      | Ґрунт    | Джоанн Мур              | Маріана Діас-Оліва Еуженія Мая       | 3–6, 2–6         |
| Перемога  | 16.  | 11 вересня 1995   | Букараманга, Колумбія                   | Ґрунт    | Джоанн Мур              | Карміна Хіральдо Маріана Меса        | 7–5, 4–6, 6–4    |
| Поразка   | 17.  | 18 вересня 1995   | Манісалес, Колумбія                     | Ґрунт    | Джоанн Мур              | Маріана Діас-Оліва Еуженія Мая       | 4–6, 3–6         |
| Перемога  | 18.  | 8 квітня 1996     | Кальві (Верхня Корсика), Франція        | Тверде   | Карміна Хіральдо        | Alida Gallovits Петра Плачкова       | w/o              |
| Перемога  | 19.  | 23 червня 1997    | Манаус, Бразилія                        | Тверде   | Джоанн Мур              | Кароліне Ґермар Келлі Лігган         | 6–0, 6–2         |